# Johann von Francolin
Johann von Francolin auch Hans von Francolin oder Jean de Francolin (* 1522; † nach 1580) war ein Heraldiker und Herold des Königreichs Ungarn zur Zeit Kaiser Ferdinand I.

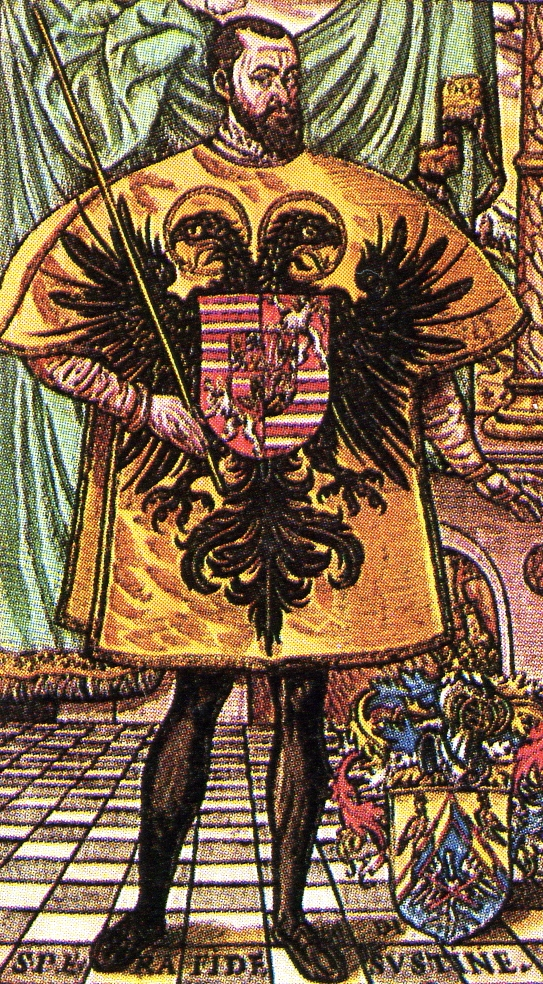
Johann von Francolin (1560)

## Leben
Francolin stammte aus Burgund und war der erste Edelmann, der Herold im Bereich des Heiligen Römischen Reiches wurde.
Er war 1560 Autor des „Turnierbuches, wahrhaftiger ritterlicher Thaten, so in den Monat Juni des vergangenen Jahres LX in und außerhalb Wiens zu Ross und zu Fuß gehalten werden (...) beschrieben durch Hansen von Francolin.“ Das Druckwerk umfasst 85 Blatt und enthält mehrere Holz- und Kupferstiche. Ein Jahr später erschien eine lateinische Ausgabe. Daneben verfasste Francolin weitere Schriften etwa zur Vergabe von bestimmten Privilegien.
Francolin siedelte sich in Wien an. Er erhielt 1562 vom Kaiser ein Freigut und die Erlaubnis zum Bau von Windmühlen. Er baute allerdings nur eine Anlage. Stattdessen ließ er Mietshäuser errichten.

## Werke
- Wappenbüchlein: Weyland Kaysers Ferdinandi säligster und hochlöblichster gedächtnuß unnd dem gantzen hochberühmbten Hauß von Osterreich angehörigen Wappen. Die Ausgabe hat vier Seiten Text und 48 Seiten Wappendarstellungen (Digitalisat).
- Beschreibung der Wiener Festspiele des Jahres 1560 im "Thurnier Buoch", Ausgabe Wien, mit Hinweisen auf Herzog Albrecht V. von Bayern: Rerum praeclare gestarum intra et extra moenia civitatis Viennensis... Anni domini M.D.LX... explicatio. per Joannem a Francolin Burgundium. R. Hofhalter, Wien ca. 1561.
- Kurtzer Bericht, Welcher gestalt von der Römischen Keyserlichen Mayestat, Kayser Maximilian ..., der Churfürst Hertzog Augustus zu Sachssen, ... Seiner Churfürstlichen Gnaden Reichs Lehen vnd Regalien, auff den jetzigen ... ersten Reichstag, allhier zu Augspurg, den 23. des Monats Aprilis, offentlich vnterm Himmel empfangen, Vnd wie es allenthalben darmit zugangen. Augsburg 1566